# 盧琴德羅峰
46°32′19.5″N 8°31′10.5″E / 46.538750°N 8.519583°E

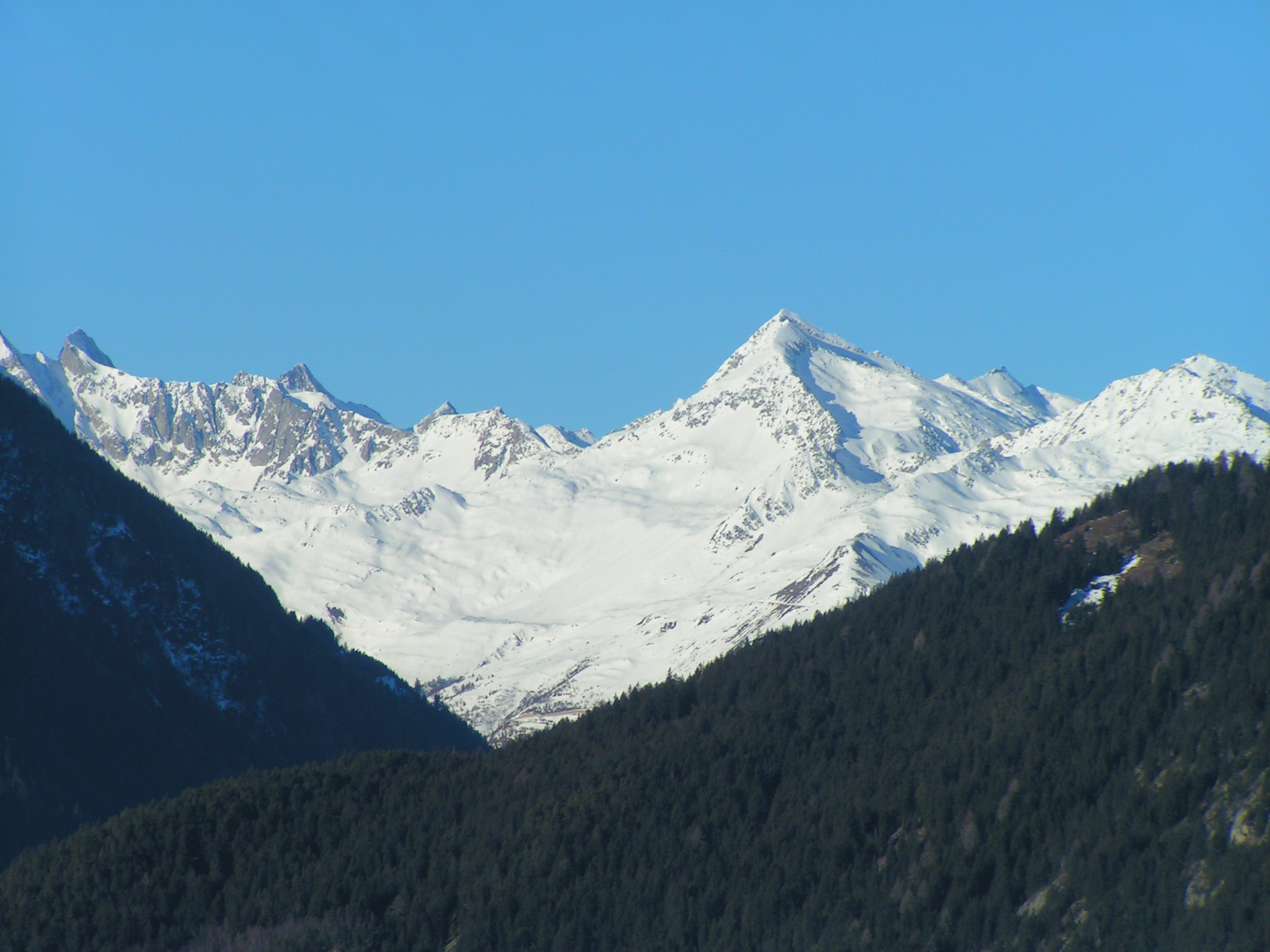

盧琴德羅峰（Pizzo Lucendro），是瑞士的山峰，位於該國南部，由提契諾州和烏里州負責管轄，屬於勒蓬廷阿爾卑斯山脈的一部分，海拔高度2,963米，每年平均降雨量2,204毫米。

## 外部連結
- Pizzo Lucendro on Summitpost （页面存档备份，存于）